# Ever Palacios
Ever Antonio Palacios (Cali, 18 januari 1969) is een voormalig Colombiaans voetballer.

## Clubcarrière
Ever Palacios speelde tussen 1991 en 2011 voor Deportivo Cali, Atlético Nacional, Shonan Bellmare, Kashiwa Reysol en Boyacá Chicó.

## Interlandcarrière
Palacios debuteerde in 1997 in het Colombiaans nationaal elftal en speelde 10 interlands, waarin hij 1 keer scoorde. Onder leiding van bondscoach Hernán Darío Gómez maakte hij zijn debuut op woensdag 30 april 1997 in de WK-kwalificatiewedstrijd tegen Peru (0-1) in Barranquilla. Hij trad in dat duel na de eerste helft aan als vervanger van Osman López.
| Interlands van Ever Palacios voor Colombia | Interlands van Ever Palacios voor Colombia | Interlands van Ever Palacios voor Colombia | Interlands van Ever Palacios voor Colombia | Interlands van Ever Palacios voor Colombia | Interlands van Ever Palacios voor Colombia |
| №                                          | Datum                                      | Wedstrijd                                  | Uitslag                                    | Competitie                                 | Goals                                      |
| ------------------------------------------ | ------------------------------------------ | ------------------------------------------ | ------------------------------------------ | ------------------------------------------ | ------------------------------------------ |
| 1                                          | 30 april 1997                              | Colombia – Peru                            | 0 – 1                                      | WK-kwalificatie                            | 0                                          |
| 2                                          | 5 september 1997                           | El Salvador – Colombia                     | 2 – 2                                      | Vriendschappelijk                          | 69'                                        |
| 3                                          | 8 oktober 1997                             | Noorwegen – Colombia                       | 0 – 0                                      | Vriendschappelijk                          | 0                                          |
| 4                                          | 25 maart 1998                              | Colombia – Joegoslavië                     | 0 – 0                                      | Vriendschappelijk                          | 0                                          |
| 5                                          | 22 april 1998                              | Chili – Colombia                           | 2 – 2                                      | Vriendschappelijk                          | 0                                          |
| 6                                          | 30 mei 1998                                | Duitsland – Colombia                       | 3 – 1                                      | Vriendschappelijk                          | 0                                          |
| 7                                          | 3 juni 1998                                | België – Colombia                          | 2 – 0                                      | Vriendschappelijk                          | 0                                          |
| 8                                          | 15 juni 1998                               | Roemenië – Colombia                        | 1 – 0                                      | WK-eindronde                               | 0                                          |
| 9                                          | 22 juni 1998                               | Colombia – Tunesië                         | 1 – 0                                      | WK-eindronde                               | 0                                          |
| 10                                         | 26 juni 1998                               | Colombia – Engeland                        | 0 – 2                                      | WK-eindronde                               | 0                                          |